# Garaeus olivescens
Garaeus olivescens là một loài bướm đêm trong họ Geometridae.